# Amber Leibrock
Amber Leibrock (Hayward, California; 8 de febrero de 1988) es una artista marcial mixta estadounidense que compite en la división de peso pluma en Bellator MMA.

## Carrera de artes marciales mixtas
Leibrock entró en Invicta Fighting Championships al derrotar a Paola Ramírez en el torneo amateur Tuff-N-Uff: Xtreme Couture vs Syndicate MMA para conseguir un contrato profesional con la organización.

### Invicta FC
Tuvo su debut profesional noqueando a la moldava Marina Shafir. Su siguiente rival fue Megan Anderson, ante la que perdió en Invicta FC 15: Cyborg vs. Ibragimova, antes de recuperarse con una victoria ante Amy Coleman en Invicta FC 19: Maia vs. Modafferi.

### Bellator MMA
Leibrock hizo su debut promocional contra la neozelandesa Janay Harding en Bellator 199 el 12 de mayo de 2018. Ganó el combate por decisión unánime.
Leibrock se enfrentó a Arlene Blencowe el 29 de septiembre de 2018 en Bellator en Bellator 206. Perdió la pelea por nocaut técnico en el tercer asalto.
Leibrock se enfrentó a Amanda Bell el 15 de febrero de 2019 en Bellator 215.

### Professional Fighters League
Después de ganar los tres combates que disputó tras su salida de Bellator, culminando con un estrangulamiento en el primer asalto en Invicta FC 48, Leibrock firmó con la PFL, comenzando la temporada 2023 contra la checa Martina Jindrová el 7 de abril de 2023, en la PFL 2. Leibrock ganó la pelea por nocaut en el primer asalto después de aterrizar una patada en la cabeza y acabar con Martina en el suelo. Posteriormente se enfrentó a la brasileña Larissa Pacheco el 16 de junio de ese año en la PFL 5. Perdió el combate por nocaut técnico en el primer asalto.

## Récord en artes marciales mixtas
| Resultado | Récord | Oponente           | Método                             | Evento                                | Fecha                    | Ronda | Tiempo | Localización  |
| --------- | ------ | ------------------ | ---------------------------------- | ------------------------------------- | ------------------------ | ----- | ------ | ------------- |
| Derrota   | 7–6    | Marina Mokhnatkina | Sumisión (armbar)                  | PFL 8                                 | 18 de agosto de 2023     | 1     | 1:45   | Nueva York    |
| Derrota   | 7–5    | Larissa Pacheco    | TKO (puñetazos)                    | PFL 5                                 | 16 de junio de 2023      | 1     | 0:45   | Atlanta       |
| Victoria  | 7–4    | Martina Jindrová   | KO (puñetazos y golpe a la cabeza) | PFL 2                                 | 7 de abril de 2023       | 1     | 2:19   | Las Vegas     |
| Victoria  | 6–4    | Morgan Frier       | Sumisión (rear-naked choke)        | Invicta FC 48                         | 20 de julio de 2022      | 1     | 3:09   | Denver        |
| Victoria  | 5–4    | Devon Holmes       | TKO (puñetazos)                    | Gladiator Challenge: Underground III  | 4 de diciembre de 2021   | 1     | 0:20   | Valley Center |
| Victoria  | 4–4    | Meagan Marie       | TKO (puñetazos)                    | Gladiator Challenge: Best in the West | 7 de marzo de 2020       | 1     | 0:35   | San Jacinto   |
| Derrota   | 3–4    | Jessica Borga      | Sumisión (armbar)                  | Bellator 226                          | 7 de septiembre de 2019  | 1     | 4:45   | San José      |
| Derrota   | 3–3    | Amanda Bell        | TKO (puñetazos)                    | Bellator 215                          | 15 de febrero de 2019    | 1     | 3:52   | Uncasville    |
| Derrota   | 3–2    | Arlene Blencowe    | TKO (golpes y puñetazos)           | Bellator 206                          | 29 de septiembre de 2018 | 3     | 1:23   | San José      |
| Victoria  | 3–1    | Janay Harding      | Decisión (unánime)                 | Bellator 199                          | 12 de mayo de 2018       | 3     | 5:00   | San José      |
| Victoria  | 2–1    | Amy Coleman        | TKO (rodillazos y puñetazos)       | Invicta FC 19: Maia vs. Modafferi     | 23 de septiembre de 2016 | 1     | 3:15   | Kansas City   |
| Derrota   | 1–1    | Megan Anderson     | TKO (rodillazos y puñetazos)       | Invicta FC 15: Cyborg vs. Ibragimova  | 16 de enero de 2016      | 3     | 2:33   | Costa Mesa    |
| Victoria  | 1–0    | Marina Shafir      | TKO (puñetazos)                    | Invicta FC 13: Cyborg vs. Van Duin    | 9 de julio de 2015       | 1     | 0:37   | Las Vegas     |